# برويتيات
البرويتيات (الاسم العلمي:†Proetida ) هي رتبة منقرضة من ثلاثيات الفصوص.

## التصنيف
- فوق فصيلة البرويتينات
  - فصيلة البرويتات
    - أسرة البرويتاوات
      - جنس البرويتوس